# Commes
Commes és un municipi francès situat al departament de Calvados i a la regió de Normandia. L'any 2007 tenia 410 habitants.

## Demografia

### Població
El 2007 la població de fet de Commes era de 410 persones. Hi havia 160 famílies de les quals 40 eren unipersonals (12 homes vivint sols i 28 dones vivint soles), 64 parelles sense fills i 56 parelles amb fills.
La població ha evolucionat segons el següent gràfic:
Habitants censats

### Habitatges
El 2007 hi havia 219 habitatges, 164 eren l'habitatge principal de la família, 50 eren segones residències i 4 estaven desocupats. Tots els 217 habitatges eren cases. Dels 164 habitatges principals, 151 estaven ocupats pels seus propietaris, 11 estaven llogats i ocupats pels llogaters i 2 estaven cedits a títol gratuït; 5 tenien dues cambres, 15 en tenien tres, 40 en tenien quatre i 105 en tenien cinc o més. 136 habitatges disposaven pel capbaix d'una plaça de pàrquing. A 72 habitatges hi havia un automòbil i a 84 n'hi havia dos o més.

### Piràmide de població
La piràmide de població per edats i sexe el 2009 era:
| Homes | Edats   | Dones |
| ----- | ------- | ----- |
| 0     | 95 o +  | 0     |
| 4     | 90 a 94 | 8     |
| 0     | 85 a 89 | 8     |
| 0     | 80 a 84 | 0     |
| 12    | 75 a 79 | 24    |
| 4     | 70 a 74 | 4     |
| 12    | 65 a 69 | 4     |
| 8     | 60 a 64 | 0     |
| 4     | 55 a 59 | 8     |
| 12    | 50 a 54 | 16    |
| 12    | 45 a 49 | 16    |
| 20    | 40 a 44 | 16    |
| 32    | 35 a 39 | 20    |
| 8     | 30 a 34 | 16    |
| 12    | 25 a 29 | 0     |
| 12    | 20 a 24 | 12    |
| 16    | 15 a 19 | 12    |
| 12    | 10 a 14 | 12    |
| 28    | 5 a 9   | 16    |
| 8     | 0 a 4   | 16    |

## Economia
El 2007 la població en edat de treballar era de 276 persones, 178 eren actives i 98 eren inactives. De les 178 persones actives 163 estaven ocupades (83 homes i 80 dones) i 15 estaven aturades (8 homes i 7 dones). De les 98 persones inactives 45 estaven jubilades, 30 estaven estudiant i 23 estaven classificades com a «altres inactius».

### Ingressos
El 2009 a Commes hi havia 178 unitats fiscals que integraven 426 persones, la mediana anual d'ingressos fiscals per persona era de 18.180,5 €.

### Activitats econòmiques
Dels 23 establiments que hi havia el 2007, 1 era d'una empresa de fabricació d'altres productes industrials, 3 d'empreses de construcció, 7 d'empreses de comerç i reparació d'automòbils, 2 d'empreses d'hostatgeria i restauració, 5 d'empreses immobiliàries, 3 d'empreses de serveis i 2 d'empreses classificades com a «altres activitats de serveis».
Dels 6 establiments de servei als particulars que hi havia el 2009, 2 eren fusteries i 4 agències immobiliàries.
L'any 2000 a Commes hi havia 9 explotacions agrícoles que ocupaven un total de 660 hectàrees.

## Equipaments sanitaris i escolars
El 2009 hi havia una escola maternal.

## Poblacions més properes
El següent diagrama mostra les poblacions més properes.